# Ascolepis capensis
Ascolepis capensis är en halvgräsart som först beskrevs av Carl Sigismund Kunth, och fick sitt nu gällande namn av Henry Nicholas Ridley. Ascolepis capensis ingår i släktet Ascolepis och familjen halvgräs. IUCN kategoriserar arten globalt som livskraftig. Inga underarter finns listade i Catalogue of Life.